# Spalding (Lincolnshire)
| \| Spalding \| |
| Spalding       |

| Spalding |

Spalding ist eine Stadt am Welland im Distrikt South Holland in der Grafschaft Lincolnshire, England. Am bekanntesten ist die Stadt als Anbaugebiet für Gemüse und Blumen, insbesondere Tulpen, und ihre jährliche Blumenparade.
Spalding unterhielt bis zum Jahre 2001 eine Städtepartnerschaft mit der deutschen Stadt Speyer.

## Lage
Spalding liegt im ostenglischen Sumpf- und Moorgebiet der Fens, das sich bis zur Nordsee (The Wash) ausdehnte. Das Wasser stammte von den Überschwemmungen der Flüsse Witham, Welland, Nene und Ouse. Spalding war vielfachen Überschwemmungen ausgesetzt. Im Mittelalter begann man mit der Trockenlegung der Feuchtgebiete, aber die Überschwemmungsgefahr war erst mit Fertigstellung des Coronation Kanals 1953 gebannt. Heute dienen viele Kanäle in der Gegend dem Freizeitvergnügen.

## Geschichte
Der Name der Stadt geht auf den Stamm der Spaldingas zurück, die zu den Angeln gehörten und sich im 6. Jahrhundert in der Gegend niederließen. Im Jahre 1015 wurde eine Benediktinerabtei durch Thorold de Bokenhale gegründet. Die Ortschaft fand 1086 Erwähnung als Spallinge im Domesday Book. Um 1284 wurde die Kirche St Mary & St Nicolas erbaut.
1588 wurde die Spalding Grammar School gegründet und in den 1590er Jahren die ersten Entwässerungskanäle gebaut. 
Eine Hochbrücke über den Welland entstand 1838. Die Zeitung Spalding Free Press wurde 1847 gegründet. 1848 erfolgte der Bahnanschluss durch die Great Northern Railway.
Während des Zweiten Weltkriegs kam es 1941 zu einer Bombardierung durch eine verirrte Maschine der Luftwaffe.
Im Jahr 1974 wurde im Zuge einer Verwaltungsreform die Verwaltungsgrafschaft Holland aufgelöst. Spalding wurde Verwaltungssitz des neuen Distrikts South Holland.
2008 erhielt der Radiosender Tulip Radio eine volle Sendelizenz.

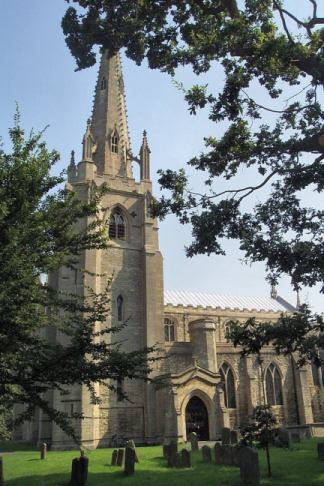
Pfarrkirche St. Mary and Nicolas

Einwohnerentwicklung
- 1801 – 3.296 Einwohner
- 1831 – 6.497 Einwohner
- 1851 – 8.829 Einwohner
- 1871 – 9.111 Einwohner
- 1891 – 9.014 Einwohner

## Partnerstädte

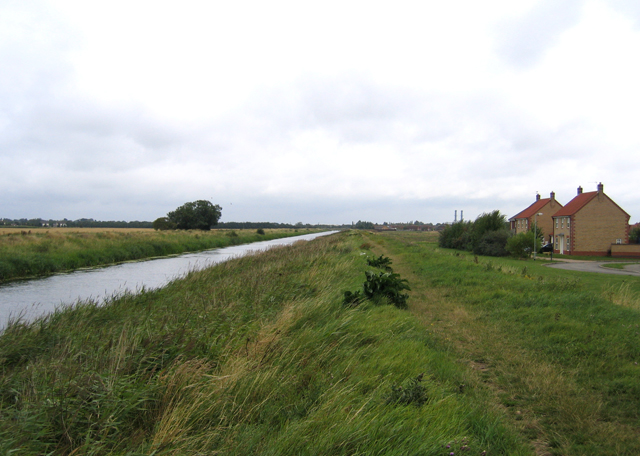
Vernatts Drainagekanal nördlich von Spalding

- Sézanne

## Persönlichkeiten
- John Molson (1763–1836), Bierbrauer, Schiffseigner, Bankier und Politiker
- John William Fordham Johnson (1866–1938), Manager